# 四带胡椒鲷
四带胡椒鲷（学名：Plectorhinchus diagrammus）为石鲈科胡椒鲷属的鱼类，俗名双带石鲈、条纹胡椒鲷。分布于西太平洋印度尼西亚至日本、台湾岛以及西沙群岛海域等。